# Потомок
- Потомок (в биологии) — продукт репродукции, новый организм, произведённый одним (и более) родителем.
- Потомок — индивидуум, происходящий по рождению от кого-либо.
- Потомок — индивидуум (обычно человек) по отношению к своим предкам.
- Потомок — сын, наследник.
- Потомки — представители будущих поколений, молодое, новое поколение.
- Потомство — совокупность потомков одного и более поколений (см. также Семейство).

Может использоваться как синоним слова ребёнок для узлов, вершин, ответвлений какого-нибудь корневого узла.
В генеалогии различают прямых и непрямых потомков. См. Родство.

## Прямой потомок
В русской генеалогии прямым считается родство исключительно по мужской линии: «от отца к сыну нисходящее»; эта норма хорошо иллюстрируется неактуальным с некоторых пор статусом принадлежности к дворянскому сословию, которое, как известно, не наследовалось по линии матери, то есть предки и потомки по материнской линии не пребывают в прямом родстве (она является единственным и последним по своей линии прямым потомком). Неслучайно существует выражение: «род пресёкся», что подразумевает, прежде всего, отсутствие сыновей. Другим примером строгости в понимании прямого родства являются нормы престолонаследования.
В генеалогических исследованиях иногда используется термин «по прямой женской линии» как противоположность собственно прямой линии, т. е. «прямой мужской», описывающий родство нескольких поколений женщин, относящихся по классической генеалогии к разным родам, но связанных между собой цепью рождений: внучка-дочь-мать-бабушка и т. д.